# Eugène Goossens
Eugène Goonssens (Bordéus, 28 de janeiro de 1867 - 31 de julho de 1958) foi um maestro e violinista francês.
Estudou no Conservatório de Bruxelas e na Academia Real de Música em Londres. Ele tocou sob a regência de Eugène Goossens (pai) com a Companhia de Ópera Carl Rosa, se tornando o maestro principal em 1899. 
Eugène Goossens foi o pai do compositor e maestro Sir Eugene Aynsley Goossens (1893 - 1962), das harpistas Marie Goossens (1894 - 1991), Sidonie Goossens (1899 - 2004), trompista Adolph Goossens (1896 - 1916) e do oboísta Léon Goossens (1897 - 1988).